# Lijst van -ismen
Deze pagina bevat een (incomplete) lijst met ismen die een lemma hebben in de Nederlandstalige Wikipedia.

## A
- Abolitionisme - de overtuiging dat slavernij moet worden afgeschaft.
- Abstract expressionisme
- Absurdisme - filosofische stroming waarin wordt gesteld dat het leven in essentie geen betekenis heeft, het onmogelijk is rationeel te verklaren waarom er leven is en dat iedere poging om de essentie van het heelal te ontrafelen gedoemd is te mislukken.
- Activisme - het zich ergens actief voor inzetten
- Adoptianisme - een in de 2e eeuw ontstane opvatting, dat Christus in feite een door God uitverkoren profeet was.
- Agnosticisme - de overtuiging dat men niet weet/kan weten of er een God of goden bestaan.
- Alcoholabsenteïsme
- Alcoholisme - de verslaving aan ethanol.
- Alfabetisme - het tegenovergestelde van analfabetisme
- Altruïsme - onbaatzuchtig handelen.
- Amerikanisme
- Anabaptisme (of mennonisme) - stroming binnen het protestantisme, bekend vanwege de volwassendoop.
- Analfabetisme - het niet kunnen lezen of schrijven
- Anarchafeminisme - stroming binnen het anarchisme die zich richt op het feminisme
- Anarchisme - politieke stroming die streeft naar een samenleving zonder regering.
- Anarchocommunisme - stroming binnen het anarchisme die streeft naar een communistische samenleving.
- Anarchokapitalisme - stroming binnen het anarchisme die streeft naar een volledig vrije markt.
- Anarchopacifisme - stroming binnen het anarchisme die streeft naar geweldloosheid.
- Anarchoprimitivisme - stroming binnen het anarchisme die streeft naar een niet-technologische, primitieve samenleving.
- Anarchosyndicalisme - stroming binnen het anarchisme die streeft naar organisatie binnen syndicaten, of vakbonden.
- Andersglobalisme - beweging die zich verzet tegen een neoliberale manier van globalisering.
- Anglicanisme - christelijke stroming, verenigd in de Anglicaanse Kerk.
- Anglicisme - aan het Engels ontleende taalwending
- Animisme - wereldbeeld of religie, waarbij alle wezens en dingen een ziel hebben.
- Antiamerikanisme - weerzin tegen Amerika.
- Anticommunisme - beweging die zich verzet tegen het communistische gedachtegoed en communistische organisaties.
- Antifascisme - beweging die zich verzet tegen het fascistische gedachtegoed en fascistische organisaties.
- Antifeminisme - beweging die zich verzet tegen het feminisme of tegen vrouwenkiesrecht en andere vrouwenrechten.
- Antiglobalisme - beweging die zich verzet tegen alle vormen van globalisering.
- Antiklerikalisme - beweging die zich verzet tegen de invloed van de clerus.
- Anti-intellectualisme - afkeer van intellectuelen en intellectuele instellingen.
- Antisacerdotalisme - (sacerdotium = geestelijke stand) was een nieuwe religieuze beweging die zich verzette tegen het onderscheid tussen de leken en de clerici binnen de hiërarchie van de Katholieke Kerk.
- Antisemitisme - vijandige houding ten opzichte van joden.
- Antitheïsme - stroming die vindt dat theïsme de theïst zelf geestelijk aantast.
- Antropomorfisme
- Antwerps maniërisme
- Archaïsme - als verouderd beschouwd woord of als verouderd beschouwde uitdrukking.
- Arianisme - de leer van de Alexandrijnse priester Arius (gest. 336), die Christus’ godheid ontkende en in hem een schepsel zag, zij het ook het allerhoogste schepsel, nl. de vóór de tijd door God voortgebrachte Logos.
- Atavisme - het verschijnsel, dat een individu in een bepaald kenmerk op een verre voorouder lijkt en niet op de directe ouders.
- Atheïsme - de afwezigheid van een geloof in een god of meerdere goden.
- Austroslavisme - politieke stroming die streefde naar hervorming van de Oostenrijks-Hongaarse monarchie.
- Autisme - de belangrijkste stoornis binnen het ASS-spectrum.
- Automatisme (psychologie)
- Automatisme (kunst)
- Autonomisme - het streven naar autonomie of naar een alternatieve orde buiten de gevestigde samenleving.

## B
- Bahaïsme - het geheel aan denkwijzen rond het Bahai-geloof, ook wel het geloof zelf.
- Baptisme - stroming binnen het protestantisme, ontstaan in Engeland, variant op Anabaptisme
- Barbarisme - vreemd, onaangepast leenwoord
- Behaviorisme
- Belgicisme
- Boeddhisme - religieuze-filosofische stroming, gesticht door Gautama Boeddha.
- Bonapartisme - Franse politieke stroming, geïnspireerd door Napoleon Bonaparte
- Botulisme - vergiftiging door botuline.
- Brahmanisme - religieuze stroming, voorloper van het hindoeïsme

## C
- Calvinisme - stroming binnen het protestantisme, gebaseerd op de leer van Johannes Calvijn.
- Catalaans modernisme
- Centralisme - het streven een organisatie of land vanuit één centraal punt te laten besturen.
- Chauvinisme - ingenomenheid met het eigen land of volk.
- Christenanarchisme - stroming binnen het anarchisme, waarbij men zich beroept op (elementen van) het christendom.
- Classicisme
- Classicisme (literatuur)
- Classicisme (muziek)
- Collectivisme - het belang van de gemeenschap boven dat van het individu stellen.
- Commensalisme
- Communisme - politieke stroming die streeft naar een maatschappijvorm waarbij de productiemiddelen gemeenschappelijk eigendom zijn.
- Confessionalisme - politieke stroming die er naar streeft religieuze overtuigingen binnen de politiek ten uitvoer te brengen.
- Conformisme
- Confucianisme - Chinese filosofische leer, gebaseerd op de ideeën van de wijsgeer Confucius.
- Congregationalisme
- Consequentialisme - gevolgenethiek (wat goed is moet worden afgeleid van de gevolgen, niet van het  motief van een handeling)
- Conservatisme - politieke stroming die streeft naar het behoud van traditie en normen en waarden.
- Constructivisme (filosofie)
- Constructivisme (kunst)
- Constructivisme (wiskunde)
- Conventionalisme
- Corporatisme - politieke stroming die er naar streeft de wetgevende macht onder te brengen bij burgervergaderingen van verschillende belangengroeperingen.
- Creationisme

## D
- Dadaïsme - cultuurbeweging die is begonnen tijdens de Eerste Wereldoorlog
- Darwinisme
- Deïsme - de overtuiging dat God of de goden transcendent zijn (boven en buiten de schepping staan).
- Democratisch centralisme - aanduiding voor de partijstructuur van communistische partijen.
- Determinisme (filosofie)
- Dialectisch materialisme
- Dialectisme
- Dimorfisme
- Docetisme
- Druïdisme
- Dualisme - in de filosofie het uitgaan van twee tegengestelde grondbeginselen, in de politiek de scheiding der machten binnen het bestuur

## E
- Eclecticisme - het combineren van kenmerken van verschillende stijlen of stromingen
- Ecologisme
- Egalitarisme - de overtuiging dat mensen in politiek en/of sociaal opzicht gelijk moeten zijn.
- Egocentrisme
- Egoïsme - Overtuigd (verblind) zijn van zichzelf
- Elitarisme - de overtuiging dat een elite de meeste inspraak moet hebben in de bestuurlijke zaken van de samenleving.
- Emotivisme
- Encratisme
- Epicurisme
- Etatisme - de opvatting dat de overheid de samenleving in alles moet sturen
- Etnisch nationalisme
- Eurocentrisme - het gericht zijn op Europa en de Europese cultuur, en die hoger inschatten dan andere culturen.
- Eurocommunisme - politieke stroming binnen het West-Europese communisme
- Exceptionalisme
- Existentialisme
- Expressionisme
- Extremisme

## F
- Fallibilisme
- Fascisme - politieke stroming die streeft naar een autoritair bestuurde samenleving, waarbij de natie boven het individu wordt gesteld.
- Fauvisme
- Feminisme - is een algemene aanduiding voor een verzameling maatschappelijke en politieke stromingen of bewegingen die ongelijke (machts-)verhoudingen tussen mannen en vrouwen kritisch analyseert.
- Fenomenalisme
- Filosofisch behaviorisme
- Filosofisch scepticisme
- Finitisme
- Formalisme (kunstbeschouwing)
- Formalisme (literatuurwetenschap)
- Formalisme (wiskunde)
- Fouriérisme
- Frans-classicisme
- Frisisme - aan het Fries ontleende taalwending
- Fundamentalisme - het vasthouden aan de grondbeginselen van een historisch gesitueerd gedachtegoed
- Futurisme - een kunststroming aan het begin van de twintigste eeuw
- Fysicalisme

## G
- Gallicisme - aan het Frans ontleende taalwending
- Geocentrisme
- Germanisme - aan het Duits ontleende taalwending
- Globalisme - hetzelfde als mondialisering
- Gnosticisme
- Goeroeisme
- Grootneerlandisme

## H
- Hacktivisme
- Hebraïsme - aan het Hebreeuws ontleende taalwending
- Hedonisme
- Heliocentrisme
- Hindoeïsme - een dharmische religie, een groep van religieuze opvattingen en praktijken, of een groep van religieuze tradities, die zijn oorsprong heeft op het Indische subcontinent.
- Historisch materialisme
- Holisme
- Hollands classicisme
- Hollandisme
- Humanisme
- Humanisme (levensbeschouwing)
- Renaissance-humanisme

## I
- Idealisme - een begrip met meerdere, aan elkaar soms zelfs tegenstrijdige betekenissen. Het wordt door de een gebruikt als nauwkeurig afgebakende beschrijvende term in (bijvoorbeeld) de filosofie, terwijl het elders slechts als polemische term gebruikt wordt.
- Ietsisme
- Imperialisme - het proces waarbij landen hun macht in andere delen van de wereld uit willen breiden door gebieden te veroveren en te beheersen.
- Impressionisme
- Impressionisme (muziek)
- Indifferentisme
- Individualistisch anarchisme
- Infantilisme - de neiging zich als een kind te gedragen
- Indeterminisme
- Instrumentalisme
- Internationalisme
- Intuïtionisme
- Islamisme
- Isma'ilisme

## J
- Jaïnisme
- Jansenisme - religieuze en politieke beweging uit de 17e en 18e eeuw
- Jihadisme
- Jongeaardecreationisme

## K
- Kannibalisme - het eten van individuen van dezelfde soort
- Kapitalisme - een politiek-economisch systeem dat onder andere gekenmerkt wordt door privé-eigendom van de productiemiddelen (zoals: machines, grond, gebouwen, grondstoffen en arbeid).
- Katholicisme
- Keynesianisme
- Kolonialisme
- Kritisch rationalisme
- Kubisme

## L
- Laxisme
- Leninisme
- Lesbianisme
- Liberalisme
- Libertarisme
- Libertarisch socialisme
- Links-extremisme
- Links-liberalisme
- Linksnationalisme
- Logisch positivisme
- Lusitanisme - aan het Portugees ontleende taalwending
- Lutheranisme - naast het calvinisme, de belangrijkste stroming binnen het protestantisme

## M
- Manicheïsme
- Maniërisme
- Maoïsme
- Marcionisme
- Marhaenisme
- Martinisme
- Marxisme - de theoretische grondslag voor het moderne communisme, gebaseerd op de ideeën en denkbeelden van Karl Marx en Friedrich Engels.
- Materialisme (filosofie)
- Materialisme (levenshouding)
- Mechanisme (filosofie)
- Mechanisme (biologie)
- Mechanisme (techniek) - iets dat mechanisch functioneert (ook figuurlijk)
- Medisch specialisme
- Mesmerisme
- Methodisme
- Militarisme
- Minarchisme
- Modern humanisme
- Modernisme - een kunststroming uit de eerste helft van de twintigste eeuw
- Modernisme (design)
- Modernisme (rooms-katholiek)
- Monarchianisme
- Monarchisme
- Monisme (filosofie)
- Monisme (internationaal recht)
- Monisme (politiek)
- mono-energisme
- Monofysitisme
- Monotheïsme - (van het Grieks μονος (monos): één en θεος (theos): god) is het geloof in het bestaan van één god
- Monotheletisme
- Montanisme
- Moralisme

## N
- Narcisme - zelf-obsessie.
- Nationaalsocialisme
- Nationalisme - een politieke ideologie, waar geen vaste en onbetwistbare definitie voor bestaat. Verschillende uitleggingen kunnen zijn: vaderlandsliefde, het streven naar congruentie van natie en staat (natiestaat) of het ophemelen of verdedigen van het eigene.
- Naturalisme (filosofie)
- Naturalisme (literatuur)
- Naturalisme (schilderkunst)
- Nazisme
- Neoclassicisme
- Neoclassicisme (muziek)
- Neoconservatisme
- Neoliberalisme (historisch)
- Neoliberalisme (hedendaags)
- Neologisme - nieuwvorming, nieuw woord in een taal
- Neomalthusianisme
- Nepotisme - het begunstigen van de eigen familieleden ten opzichte van anderen
- Nestorianisme
- Nihilisme
- Noordelijk realisme
- Novatianisme
- Nudisme

## O
- Obscurantisme - het doelbewuste streven om andere mensen in onwetendheid te houden en zelfstandig denken te verhinderen.
- Occultisme
- Onafhankelijk realisme
- Opportunisme
- Optimisme
- Oriëntalisme

## P
- Pacifisme
- Panafrikanisme
- Panarabisme
- Panentheïsme
- Pangermanisme
- Panslavisme
- Pantheïsme
- Panturkisme
- Peronisme
- Piëtisme - vroomheidsbeweging in de Lutherse Kerk uit de 17e/18e eeuw
- Polypersonalisme - een kenmerk van werkwoorden in polysynthetische talen
- Polytheïsme
- Positivisme
- Postmodernisme - een kunststroming uit de tweede helft van de twintigste eeuw
- Postmodernisme (architectuur)
- Postmodernisme (internationale betrekkingen)
- Pragmatisme
- Presbyterianisme
- Precisionisme
- Priapisme
- Progressivisme
- Protestantisme
- Pseudoscepticisme
- Psychologisme
- Puerilisme - kinderachtigheid en kwajongensachtigheid in de politiek
- Purisme (beeldende kunst) - een latere vorm van het kubisme

## R
- Racisme
- Raëlisme
- Radencommunisme
- Radicalisme
- Realisme (filosofie)
- Realisme (internationale betrekkingen)
- Realisme (kunststroming)
- Realisme (literatuur)
- Reductionisme
- Rechts-extremisme
- Reformisme
- Regionalisme
- Relativisme
- Religieus humanisme
- Republikanisme - een politieke stroming die vindt dat de staatsvorm van een natie een republiek moet zijn: de erfopvolging is per definitie uitgesloten; een president bezit de uitvoerende macht en is door een volk, dat de soevereiniteit bezit, verkozen.
- Restaurationisme
- Rigorisme
- Russisch formalisme

## S
- Sabellianisme
- Saint-simonisme
- Salafisme
- Satanisme
- Scepticisme
- Sciëntisme
- Secularisme
- Seksisme
- Separatisme
- Shaivisme
- Shaktisme
- Shintoïsme
- Sikhisme
- Situationisme
- Sjamanisme
- Sjiisme
- Smartisme
- Sociaal-anarchisme
- Sociaal darwinisme
- Socialisme - een maatschappijvorm gebaseerd op gelijkheid, sociale rechtvaardigheid en solidariteit
- Soefisme
- Soennisme
- Soevereinisme
- Solidarisme
- Spatialisme
- Specialisme
- Spiritisme
- Speciesisme
- Stalinisme
- Stoïcisme - filosofische stroming die rond 300 v.Chr. begonnen is in Griekenland
- Supranationalisme
- Surrealisme
- Syllogisme
- Symbolisme
- Syncretisme (religie)
- Syncretisme - het verdwijnen of samenvallen van morfologische uitgangen, deflexie

## T
- Taalpurisme
- Tachisme
- Talmidaïsme
- Taoïsme
- Terrorisme
- Thatcherisme
- Theïsme
- Theïstisch evolutionisme
- Thomisme
- Transfeminisme
- Trotskisme

## U
- Uniformitarianisme
- Universalisme
- Utilitarisme

## V
- Vandalisme
- Vaishnavisme
- Veganisme
- Vegetarisme
- Verlichtingsfundamentalisme
- Volksnationalisme

## W
- Wahabisme
- Wetenschappelijk scepticisme

## Z
- Zionisme
- Zoroastrisme